# Терехова, Валентина Михайловна
Валентина Михайловна Терехова (22 декабря 1939, Москва — 8 августа 2017, Москва) — прессовщица металлургического цеха Комбината твёрдых сплавов имени С. П. Соловьёва. Депутат Верховного Совета СССР 10-го созыва.

## Биография
Валентина Терехова родилась 22 декабря 1939 года в Москве в семье рабочего Комбината твёрдых сплавов имени С. П. Соловьёва Михаила Егоровича Орлова. В 1958 году, после окончания школы-десятилетки, по совету отца пошла работать прессовщицей в металлургическом цехе Комбината твёрдых сплавов. Была ударницей производства. Обслуживала три прессовочных агрегата вместо положенных двух. Брала на себя обязательства по досрочному выполнению пятилетних планов (план девятой пятилетки выполнила менее чем за 2 года и 9 месяцев).
В 1969 году вступила в КПСС. Являлась членом цехового партийного бюро. Трижды избиралась депутатом Моссовета. Входила в состав постоянной комиссии здравоохранения. Была делегатом XXV съезда КПСС. В 1979 году избрана депутатом Верховного Совета СССР 10-го созыва от Кировского избирательного округа города Москвы. Заочно окончила московскую Высшую партийную школу.
Награждена орденом Ленина и двумя орденами Трудового Красного Знамени.
Вышла замуж за Анатолия Терехова. У них родилась дочь Марина.
Умерла 8 августа 2017 года. Похоронена на Долгопрудненском (Южном) кладбище.